# Nicola Adams
Nicola Adams, née le 26 octobre 1982 à Leeds, est une boxeuse britannique, double championne olympique dans la catégorie -51 kg à Londres en 2012 et à Rio en 2016. Ayant disputé et gagné à Londres la première des trois finales au programme, elle est la toute première médaillée d'or féminine en boxe aux Jeux Olympiques. Elle met un terme à sa carrière en novembre 2019.

## Biographie

### Enfance
Nicola Virginia Adams naît le 26 octobre 1982 à Leeds dans le comté anglais du Yorkshire de l'Ouest. Elle étudie à Agnes Stewart Church of England High School (en), Ebor Gardens, Burmantofts à Leeds, puis au Hopwood Hall College (en) à Rochdale.

### Carrière

#### Carrière amateur
Adams s'entraine au club de boxe communautaire de la police du quartier d'Haringey (en). Elle remporte son premier combat à 13 ans. En 2001, elle devient la première boxeuse à représenter l'Angleterre dans un combat à England Boxing (en) contre un boxeur irlandais. Elle le gagne en 2003 pour la première, puis 2 autres fois.
En 2007, elle sort vainqueuse du Championnat d'Europe de boxe amateur au Danemark, devenant la première boxeuse anglaise à remporter à un tournoi majeur.
En 2008, elle est médaille d'argent au Championnat du monde de boxe amateur à Ningbo en Chine en catégorie poids coqs, soit la première médaille de boxe féminine anglais à ce niveau. En 2010, elle est de nouveau médaille d'argent à celui de Bridgetown au Barbados, cette fois en catégorie poids mouches de -51 kg.
Adams rencontre des difficultés financières toutefois à poursuivre sa carrière et prend des emplois à côté. Ce n'est qu'à partir de 2009 que le Comité international olympique soutien le financement de la boxe féminine.

#### Carrière professionnelle
En novembre 2010, Adams est victorieuse du premier championnat de boxe amateur de Grande-Bretagne au Liverpool Arena.
Puis, en 2011, elle est médaillée d'or au Championnat d'Europe de boxe amateur Femme de Rotterdam et au Championnats d'Europe de boxe amateur 2011 en catégorie poids mouches.

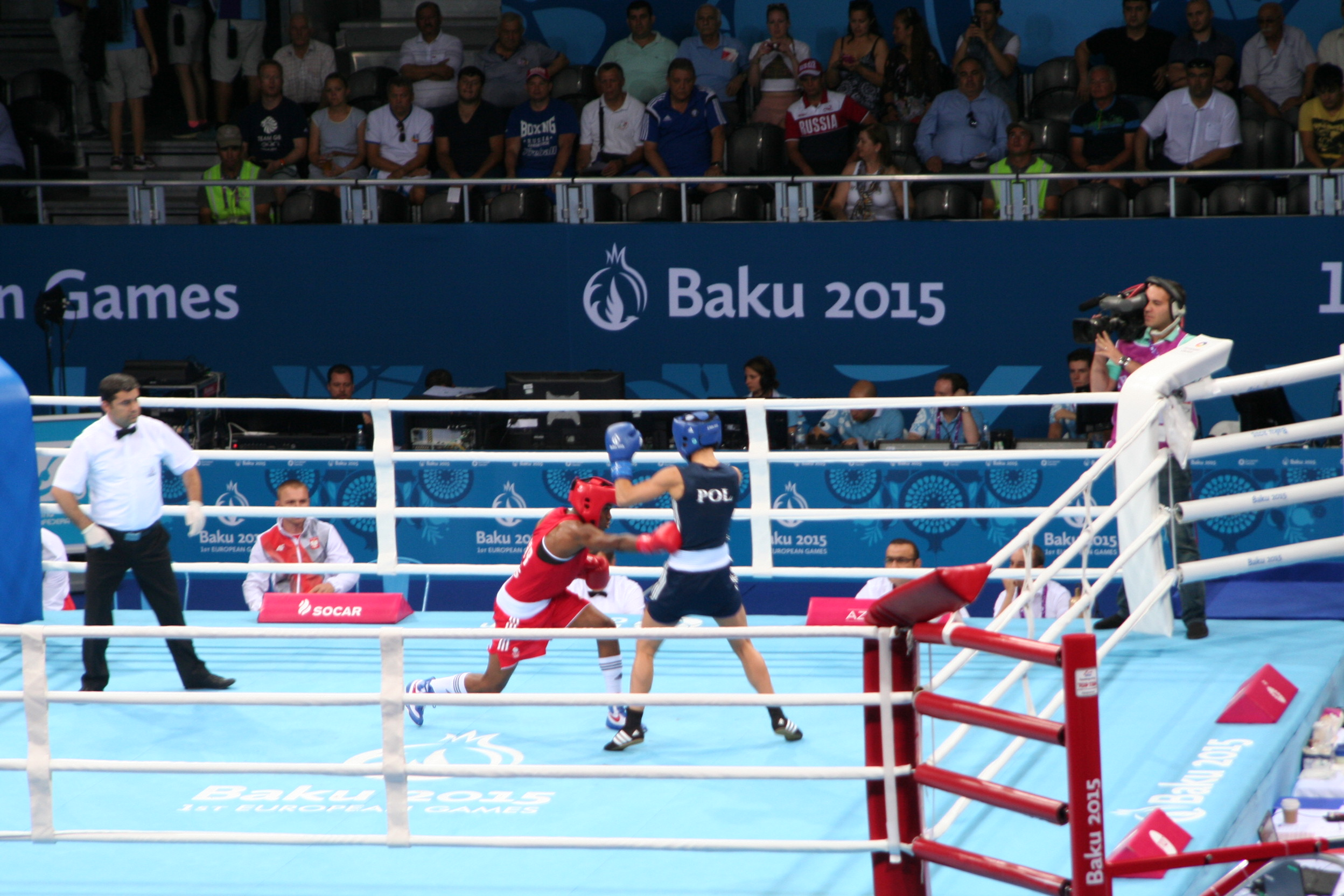
Nicola Adams en rouge à la finale de la Coupe d'Europe à Baku (Azerbaïdjan)

Adams devient championne olympique aux Jeux d'été de Londres en 2012 en battant Mary Kom représentant l'Inde en demi-finale des poids volants. Elle vaint la chinoise numéro 1 mondial en finale.
En 2014, Adams remporte la catégorie poids mouche féminin aux Jeux du Commonwealth à Glasgow après avoir éliminé Michaela Walsh représentant l'Irlande du Nord.
En 2016, aux Jeux Olympiques d'été de Rio, elle défend avec succès son titre olympique contre Sarah Ourahmoune représentant la France.
Adams devient officiellement joueuse professionnelle le 23 janvier 2017 en signant un contrat avec le promoteur Frank Warren. Elle fait ses débuts le 8 avril 2017 avec une victoire décisive contre Virginia Carcamo à la Manchester Arena.
Elle obtient 3 autres victoires par knock-out. Elle affronte l'ancienne championne du monde Isabel Millan pour le titre intérimaire World Boxing Organization (WBO) femmes poids mouche le 6 octobre 2018 à la Morningside Arena de Leicester. Elle se bat pour la première fois en au-delà de 4 tours.
Adams ne participe pas au titre mondial le 8 mars 2019 de la WBO Arely Mucino à la Royal Albert Hall à Londres suite à une blessure en entrainement qui reporte le match. Elle se défend en avril malgré sa blessure, puis se blesse au genoux durant un accident de voiture. La WBO annonce alors son titre de champion à Mucino faute de pouvoir participer dans une compétition active.
Le 27 septembre 2019, au Royal Albert Hall, elle défend son titre contre l'ancienne championne mondial Maria Salinas. Après 11 mois d'arrêt, elle maintient son titre par un split draw (en).

#### Retraite
La revanche contre Salinas laisse Adams blessée à la pupille. Elle prend sa retraite le 6 novembre 2019 dans une lettre ouverte dans le Yorkshire Evening Post.
En avril 2021, Adams lance la campagne « Energy Fit for the Future » avec Smart Energy Grand-Bretagne pour encourager à installer des compteurs intelligents dans les maisons.

### Vie personnelle
Nicola Adams est ouvertement bisexuelle.

## Palmarès

### Jeux olympiques
- Médaille d'Or en - de 51 kg en 2016 à Rio de Janeiro (Brésil)
- Médaille d'or en - de 51 kg en 2012 à Londres, Angleterre

### Championnats du monde de boxe
- Médaille d'argent en -51 kg en 2010 à Bridgetown, Barbade
- Médaille d'argent en -54 kg en 2008 à Ningbo, Chine

### Championnats d'Europe de boxe
- Médaille d'or en -51 kg en 2011 à Rotterdam, Pays-Bas[18]
- Médaille d'argent en -54 kg en 2007 à Vejle,  Danemark